# Dubiaranea
Dubiaranea é um gênero de aranhas da família Linyphiidae descrito em 1943.